# Ana Vitória Mussi
Ana Vitória Mussi (Laguna, 1943) é uma artista plástica brasileira famosa por suas obras multimídia. Suas seríes tem como tema central destacar a relação entre a grande mídia e violência.

## Vida
Mussi foi estudante de arte de Ivan Serpa entre os anos 1968 e 1971, no Museu de Arte Moderna do Rio de Janeiro (MAM-Rio), e entre 1971 e 1972 estudou Fotografia com Kaulino e Ricardo Holanda, no SENAC. Mais tarde, em 1989, chegou a estudar Serigrafia na Escola de Artes Visuais do Parque Lage.
Sua primeira série de fotografias foi realizada em 1968, e se chamava Trajetório do osso, na qual pintava sobre notícias de jornais mostrando a violência do regime ditatorial da época. Em 1972, Mussi utilizou a mesma técnica para realizar a série Jornais, que foi exibida na Galeria do Banco Andrade Arnaud, no Riog de Janeiro.
No ano de 2012, Mussi realizou a exposição Bang, na qual a artista projeta imagens e vídeos diferentes em três paredes de uma mesma sala. Em 2018, teve uma coleção de várias de suas obras expostas na Galeria Lume, tendo sido curada pelo crítico espanhol Adolfo Montejo Navas. Com o nome Lethe, Menmosyne (lit. Esquecimento, Memória), apresentou cerca de 40 obras e foi a primeira exposição individual da artista em São Paulo.